# فتح‌النور لشهب
فتح‌النور لشهب (انگلیسی: Fethnour Lacheheb؛ زادهٔ ۲۰ اکتبر ۱۹۶۳) بازیکن هندبال اهل الجزایر بود.